# 沈誠
沈誠（1921年—2006年），字則明，浙江人，黃埔軍校七分校第19期第十二總隊畢業。畢業後到陝西胡宗南部隊工作，後投效蔣經國的青年軍，曾在重慶參加青年軍總監部舉辦的“幹部訓練班”受訓，歷任青年軍要職，與蔣經國的關係日益密切。
他曾替楊尚昆傳信給蔣經國，後來將此經過著書出版。